# Вал-Руда
Вал-Руда (пол. Wał-Ruda) — село в Польщі, у гміні Радлув Тарновського повіту Малопольського воєводства.
Населення — 639 осіб (2011).
У 1975-1998 роках село належало до Тарновського воєводства.

## Демографія
Демографічна структура станом на 31 березня 2011 року:
|          | Загалом | Допрацездатний вік | Працездатний вік | Постпрацездатний вік |
| -------- | ------- | ------------------ | ---------------- | -------------------- |
| Чоловіки | 327     | 71                 | 221              | 35                   |
| Жінки    | 312     | 56                 | 192              | 64                   |
| Разом    | 639     | 127                | 413              | 99                   |